# Archaeocynipidae
Famille
Les Archaeocynipidae sont une famille fossile de tout petits hyménoptères du Crétacé inférieur (Aptien) de Russie.

## Classification
L'espèce Archaeocynips villosa Rasnitsyn & Kovalev, 1988 a été créée dans les Cynipoidea, mais parait en fait proche des Diapriidae.
Cependant en 2014 la description d'un nouveau genre, Khasips, comprenant trois espèces, a conduit D. S. Kopylov à confirmer la place des Archaeocynipidae au sein de la super-famille des Cynipoidea :
- † Khasips alisectus ;
- † Khasips sculptus ;
- † Khasips kovalevi.